# Валгрегентино
Валгрегентѝно (на италиански: Valgreghentino, на западноломбардски: Carghentin, Каргентин) е малко градче и община в Северна Италия, провинция Леко, регион Ломбардия. Разположено е на 304 m надморска височина. Населението на общината е 3431 души (към 2014 г.).